# Irlanda no Festival Eurovisão da Canção 2014
A irlanda este ano decidiu que o seu processo de seleção era The Late Late Show Eurosong.
As representantes são Can-Linn feat. Kasey Smith.
A final nacional ocorreu dia 28 de Fevereiro.

## Final Nacional
| Mentor           | Acto                       | Música                  | Writer(s)                                                              |
| ---------------- | -------------------------- | ----------------------- | ---------------------------------------------------------------------- |
| Billy McGuinness | Laura O'Neill              | "You Don't Remember Me" | Don Mescall, Lucie Silvas                                              |
| Hazel Kaneswaran | Can-Linn feat. Kasey Smith | "Heartbeat"             | Hazel Kaneswaran, Jonas Gladnikoff, Rasmus Palmgren, Patrizia Helander |
| Cormac Battle    | Andrew Mann                | "Be Mine"               | Cormac Battle                                                          |
| Valerie Roe      | Patricia Roe               | "Don't Hold On"         | Patricia Roe                                                           |
| Mark Murphy      | Eoghan Quigg               | "The Movie Song"        | Karl Broderick                                                         |

| Ordem | Música                  | Juri | Juri     | Juri   | Juri  | Juri   | Juri  | Televoto | Total | Lugar |
| Ordem | Música                  | Cork | Limerick | Galway | Sligo | Dublin | Total | Televoto | Total | Lugar |
| ----- | ----------------------- | ---- | -------- | ------ | ----- | ------ | ----- | -------- | ----- | ----- |
| 1     | "Don't Hold On"         | 6    | 6        | 4      | 4     | 6      | 26    | 30       | 56    | 4     |
| 2     | "The Movie Song"        | 10   | 10       | 10     | 12    | 10     | 52    | 50       | 102   | 2     |
| 3     | "Heartbeat"             | 8    | 12       | 12     | 10    | 12     | 54    | 60       | 114   | 1     |
| 4     | "Be Mine"               | 4    | 4        | 6      | 6     | 4      | 24    | 20       | 44    | 5     |
| 5     | "You Don't Remember Me" | 12   | 8        | 8      | 8     | 8      | 44    | 40       | 84    | 3     |